# Francisco de Aguilar (político)
Francisco de Aguilar (nacido 1810, Comayagua, capital en ese entonces de Honduras, fallecido en una fecha desconocida del siglo XIX) fue abogado y político de inclinación liberal, Senador encargado del Poder Ejecutivo del Estado de Honduras entre 8 de noviembre de 1855 y 17 de febrero de 1856.

## Biografía
| Período                               | Cargo                                                   |
| ------------------------------------- | ------------------------------------------------------- |
| 1838                                  | Diputado por Comayagua a la Asamblea Legislativa        |
| 1838                                  | Secretario de la Asamblea Legislativa                   |
| 1839                                  | Ministro de Hacienda                                    |
| Consejo de Ministros de 1839          |                                                         |
| 1839 (agosto 27) 1839 (septiembre 21) | Parte del Consejo de Ministros de 1839                  |
| Presidencia Juan Lindo                |                                                         |
| 1848                                  | Magistrado del Tribunal Supremo de Justicia             |
| Presidencia José Trinidad Cabañas     |                                                         |
| 1853 1855                             | Senador por Comayagua                                   |
| Presidencia (Provisional)             |                                                         |
| 1855 1856                             | Consejero de Estado                                     |
| Presidencia José Santos Guardiola     |                                                         |
| 1858                                  | Magistrado propietario del Tribunal Supremo de Justicia |

## Presidencia interina
En 1855 Francisco de Aguilar ocupaba el cargo de senador representante de Comayagua ante la Asamblea Legislativa, cuando recibe la designación del cargo de Presidente Interino de Honduras, en cuanto se celebraran las elecciones para presidente. Francisco de Aguilar sucedería en el cargo a José Santiago Bueso Soto, quien era el vicepresidente. Al cerrarse la audiencia de la Asamblea se dio un “voto de confianza” al ciudadano Francisco de Aguilar por la forma diligente en que llevó la jefatura del Estado.
En fecha 11 de febrero de 1856 la cámara de diputados y senadores estaba instalada en Asamblea General para verificar el escrutinio realizado en diciembre de 1855 de la cual no se encontraría ganador por no haber mayoría absoluta en los votos. Por consiguiente, se procedió conforme lo ordenado en el artículo 38 de la Constitución de Honduras de 1848 eligiéndose al General José Santos Guardiola como Presidente constitucional y a José María Lazo como vicepresidente, quienes tomaron posesión de sus cargos el 17 de febrero de 1856.El 19 de agosto de 1855 derrota a los ejércitos aliados de Guatemala, y El Salvador en Comayagua con su gabinete de 1000 hombres.